# Salvatore Matrecano
Salvatore Matrecano (Napoli, 5 de outubro de 1970) é um treinador e ex-futebolista profissional italiano que atuava como defensor.

## Carreira
Salvatore Matrecano começou no US Foggia.